# Camponotus bonariensis
Camponotus bonariensis es una especie de hormiga del género Camponotus, tribu Camponotini. Fue descrita científicamente por Mayr en 1868.
Se distribuye por Argentina, Brasil, Paraguay, Perú y Uruguay. Vive en bosques de segundo crecimiento.